# Rumi Formichino
Il Formichino è uno scooter prodotto dalla casa motociclistica Rumi dal 1954 al 1960.

## Il contesto
Il "Formichino" nacque nel 1954 con l'intento di ritagliarsi una fetta nel fiorente mercato dello scooter del periodo.
La forma della carrozzeria fu ideata dal proprietario dell'azienda e valente scultore Donnino Rumi, che realizzò una maquette in scala 1:1, plasmando la creta su uno dei motori bicilindrici progettati da Pietro Vassena. Ne uscì uno scooter dal design particolarmente ricercato e dal peso di 100 Kg a secco, con carrozzeria portante in lega d'alluminio troncata in due parti, quella anteriore divisa nuovamente in due parti che contenevano la forcella, il faro, il serbatoio di 7 litri, la carenatura posteriore e il parafango della ruota posteriore. Il motore si trovava tra le due parti per collegarle.
Lo scooter veniva venduto al prezzo di 138 000 lire, un prezzo abbastanza contenuto a confronto con altri scooter del periodo. Disponibile in una vasta gamma di colori (avorio, blu corsa, giallo avorio, argento, grigio Rumi, oro-bianco, azzurro cielo, rosso corsa), ebbe un discreto successo, grazie anche alla vittoria del ventinovesimo Bol d'Or.
Il motore era lo stesso delle motociclette Turismo e Sport: un bicilindrico orizzontale a 2 tempi con una cilindrata di 124,7 cc (alesaggio e corsa: 42x45), in grado di sviluppare una potenza massima di 6,5 CV, elevata a 8 CV per la versione Sport del 1957 e 9 CV per il 150 cc del 1959.